# Asianet News
Asianet News (anteriormente conocido como Asianet Global) es un canal de noticias que transmite en el idioma malabar y que es administrado por Jupiter Media y Entertainment Venture. El canal no es parte de STAR India, propiedad de Asianet Communications Limited, sino de Asianet News Network (ANN) de Jupiter Media. Chinta Shyamsundar es el CEO actual de Asianet News Network (ANN). El canal emite su señal desde Thiruvananthapuram.

## Historia
En junio de 2001, Asianet Communications empezó un segundo canal que era conocido en ese momento como "Asianet Global", con el objetivo de transmitir a la enorme población Malayalee en Oriente Medio. La compañía tenía la idea de formar un canal de noticias que transmitiera por un largo tiempo. Fue con esta intención que Asianet Global fue lanzado al aire. La dirección del canal decidió inclinarse por un canal de entretenimiento llamado "Asianet Plus" y terminar con "Asianet Global". A mitad del proceso, hubo un replanteamiento y el concepto de un canal de noticias fue restablecido. El canal fue renombrado como Asianet News el 1 de mayo de 2003.
La compañía de televisión Asianet y otra de cable que llevaba el mismo nombre, habían sido adquiridas por Sashi Kumar con un capital inicial que fue proporcionado por Reji Menon. Cuando las empresas enfrentaban una crisis financiera, la empresa de bienes raíces de Rahejas ayudó y le dio participación del 50% en las operaciones de la compañía de cable. Como prosperó el negocio, Rahejas quería también una participación en las operaciones de canal. Mientras Sashi Kumar, quien mantenía la mitad de las acciones, se resistió a sus proposiciones, Reji Menon, que tenía la mitad restante de las operaciones del canal, llegó a un acuerdo con ellos. Según el acuerdo, Rahejas obtuvo el control total sobre la compañía de cable.

## Programación
- Agenda
- Asianet News
- Asianet Varthakal
- Chithram Vichithram
- Chuttuvattaom
- Cover Story
- Doctors Live
- Dr. Mims
- Election Express
- FIR Bullettin
- Gulf News
- Kannadi
- Kissan Krishideepam
- Munshi
- News @ 1
- News at 4 PM
- News Bulletin
- News Hour
- News Time
- Nine @ 9
- Point Blank
- Point News
- Prime Time News
- Smart Drive
- Vartha Prabhatham
- Vote Vartha
- Vote Vishayam

## Competidores
- Kairali Tv
- Janam TV
- Manorama News
- Mathrubhumi News
- Media One TV
- Reporter TV
- TV New